# Anders Lampe
Anders Lampe Jensen (født 1964 i Horsens, død 24. januar 2024) var en dansk guitarist, bl.a. uddannet på Musicians Institute of Technology (M.I.T.) i Hollywood. Fra februar 2008 til januar 2011 fast medlem af Bamses Venner. Medvirkede senest i følgende bands: Stig Rossen & Vennerne, Mister Jack and the Daniels, Rikke Bruhn Duo.